# Carolina (Santa Maria)
Pour les articles homonymes, voir Carolina.
Carolina est un quartier de la ville brésilienne de Santa Maria, Rio Grande do Sul. Le quartier est situé dans district de Sede.

## Vilas
Le quartier possède les vilas suivantes : Carolina, Vila Carolina and Vila Valdemar Rodrigues.